# Chartreuse d'Aubevoye

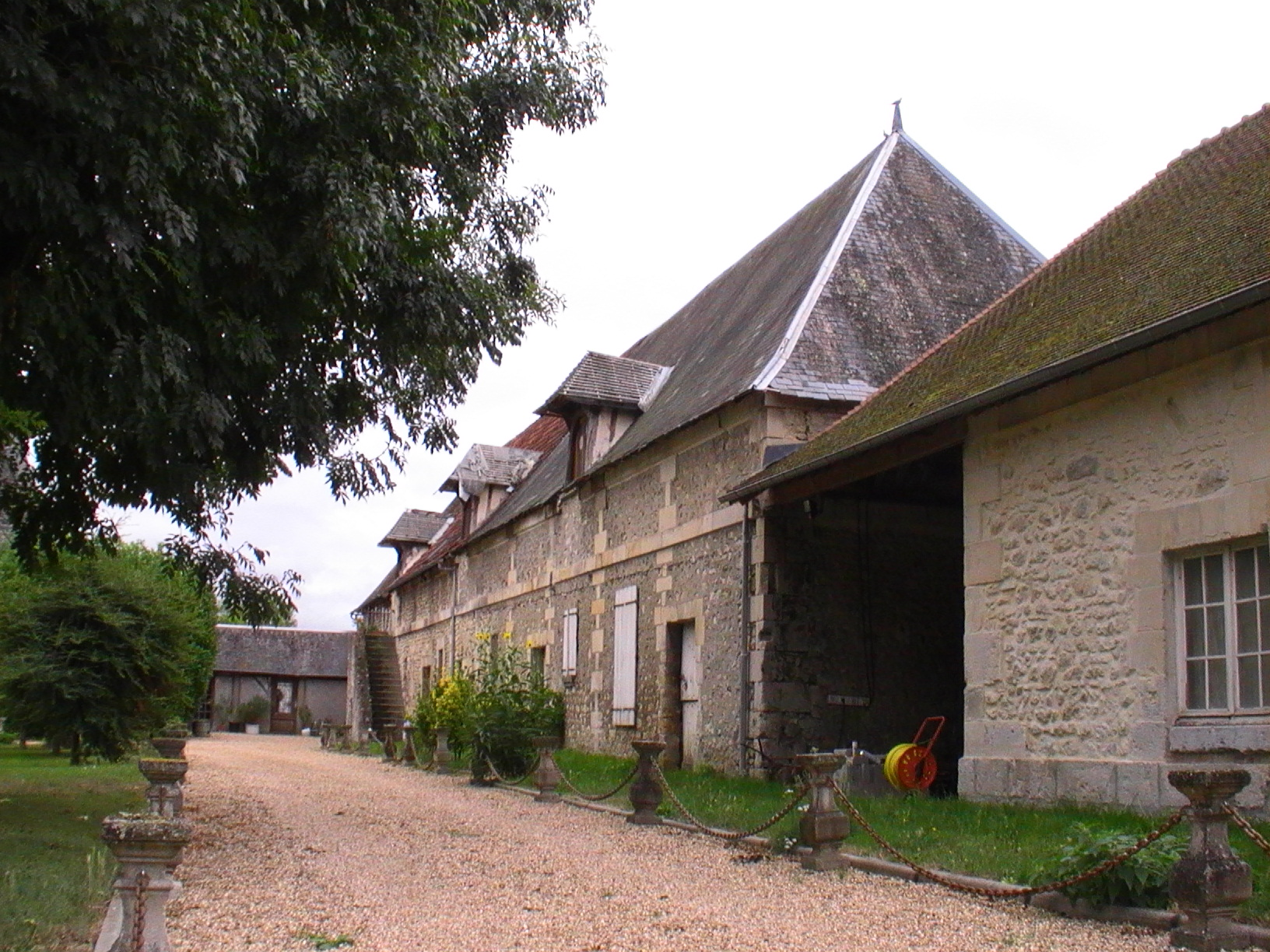
Anciens bâtiments agricoles de la chartreuse.

La chartreuse d'Aubevoye est une chartreuse fondée en 1563 à Aubevoye sous l'impulsion du cardinal Charles Ier de Bourbon, à l'emplacement actuel du quartier de la commune auquel elle a laissé son nom, non loin de Gaillon, d'où son autre nom de chartreuse de Bourbon-lèz-Gaillon.
Elle occupe jusqu'à la Révolution française un très vaste terrain en bordure de Seine, à hauteur de Courcelles-sur-Seine, dans la plaine dominée par le château de Gaillon, autre œuvre du cardinal susnommé, avec la chapelle de Bethléem (1582), et sous le regard bienveillant de l'église Saint-Georges d'Aubevoye.
L'ancien monument est inscrit à l'inventaire général du patrimoine culturel en 1987.

## Historique
Le cardinal de Bourbon fait don aux chartreux du terrain de la vallée de la Seine sur lequel la résidence des évêques de Rouen a une vue imprenable. De même qu'il en est de la chartreuse de Paris, la chartreuse et la fortune de ses moines, en terres et immeubles, ne cessent de s'agrandir jusqu'au XVIIe siècle. Mais la communauté ne dépasse jamais vingt-quatre religieux. 
Conformément à la règle de saint Bruno (appelée Consuetudines Cartusiae), les religieux-ermites occupent de petites maisons (trente-trois cellules) - chacune ayant son jardinet - disposées autour d'un grand cloître. Au XVIIIe siècle, la chartreuse d'Aubevoye offre l'exceptionnelle ressource d’un verger, aux fruits variés et réputés grâce à l'inventivité des moines.
Sur ces lieux, Eustache Lesueur exécute une suite de vingt-deux tableaux représentant la vie de saint Bruno, exécutée entre 1645 et 1648, commande passée par la chartreuse de Paris.
Au fil du temps, une bibliothèque se constitue. 
Le 1er septembre 1652, l'église de la Chartreuse est consacrée par l'évêque d'Évreux Boutault.
Elle est placée sous le vocable de Notre-Dame-de-Bonne-Espérance.
En 1687, le peintre Louis Licherie fixe pour l'éternité la splendeur de cette réalisation en en réalisant une toile contemporaine d'une autre série de douze tableaux consacrés à la vie de saint Bruno et destinés à l'ameublement de la chartreuse de Paris.
Dom Bonaventure d'Argonne eut l'occasion de recevoir Pierre Thomas du Fossé qui s'extasia de perfection de la chartreuse, la qualifiant de « plus belle du Royaume. »
Élu prieur de cette maison, le chartreux y meurt le 28 janvier 1704.
Un incendie ravageur a lieu le 9 août 1764. Les dégâts sont chiffrés à 300 000 livres. La reconstruction est confiée en 1772 à l'architecte Pierre-Louis Helin. Elle est achevée en 1776, dédiée le 18 septembre par Mgr de La Rochefoucauld, archevêque de Rouen, en présence de l'évêque d'Évreux, Mgr de Lezay-Marnésia et de Louis-Jean-Marie de Bourbon, duc de Penthièvre (présent en l'honneur de ses aïeux).
Dans la chapelle du Saint-Sépulcre reposaient les entrailles de François II de Harlay. 
Dans la chapelle Saint-Louis, un caveau contenait le corps du frère mort en 1676 à Gaillon du cardinal François Rouxel de Médavy. 

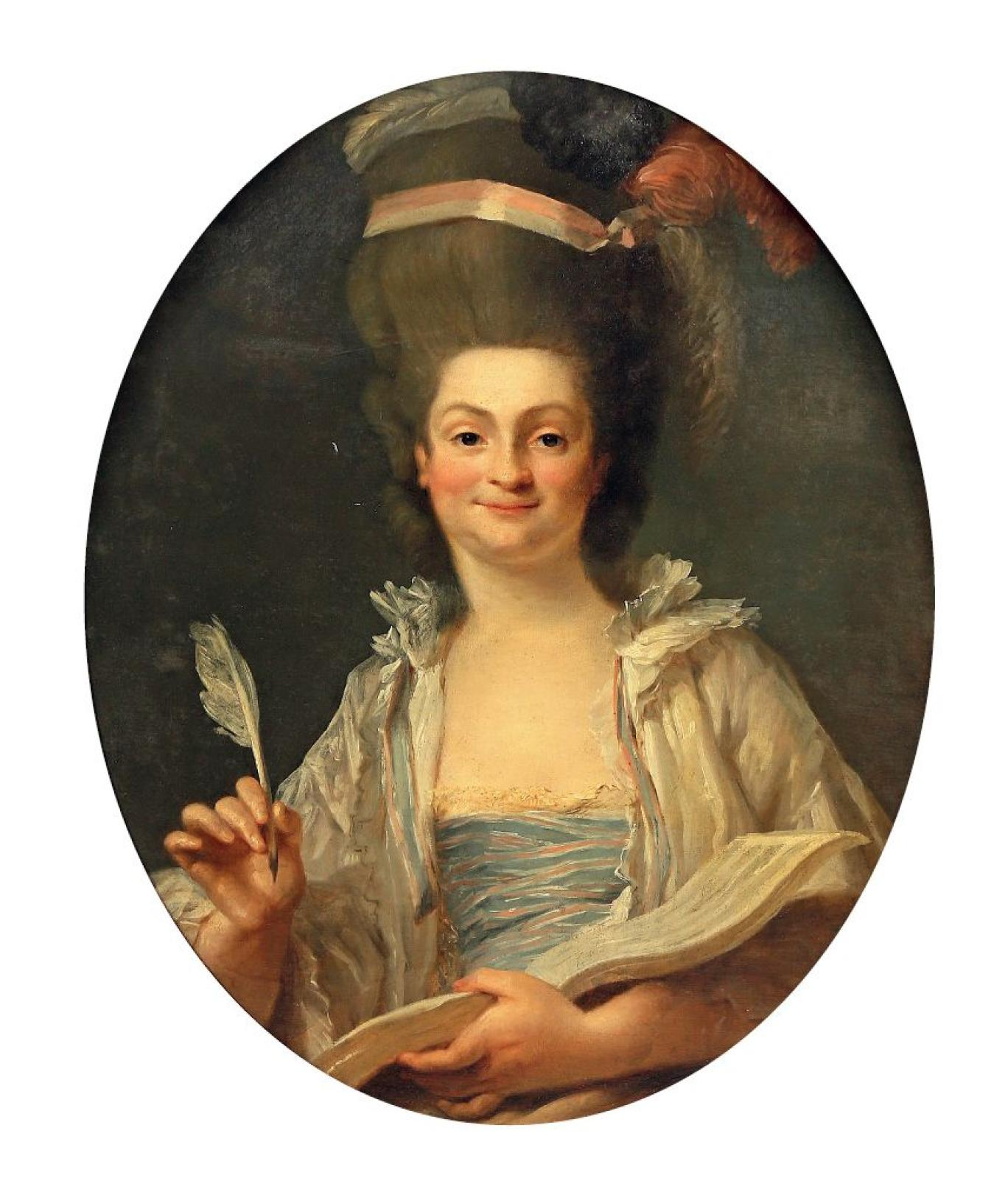
Madame Louis, salonnière à Aubevoye, y reçut Marmontel.

À la veille de la Révolution, l'enclos des Chartreux occupe près de 30 hectares. L'entrée se trouve orientée vers Le Roule, à la naissance de la route de Rouen. Le domaine dispose de très grands jardins et bénéficie du privilège du droit passage de la Seine. 
Fermée et vendue à partir de 1790, la Chartreuse devient un manoir selon les idées de son acquéreur, l'architecte Victor Louis, au prix de la disparition de l'église et du cloître. Il la donne en dot à sa fille qui se marie en 1791 avec Charles Aimé Éthis de Corny, maire d'Aubevoye jusqu'en 1829, date de sa mort. La famille remet le bien en vente par enchères publiques en 1834.

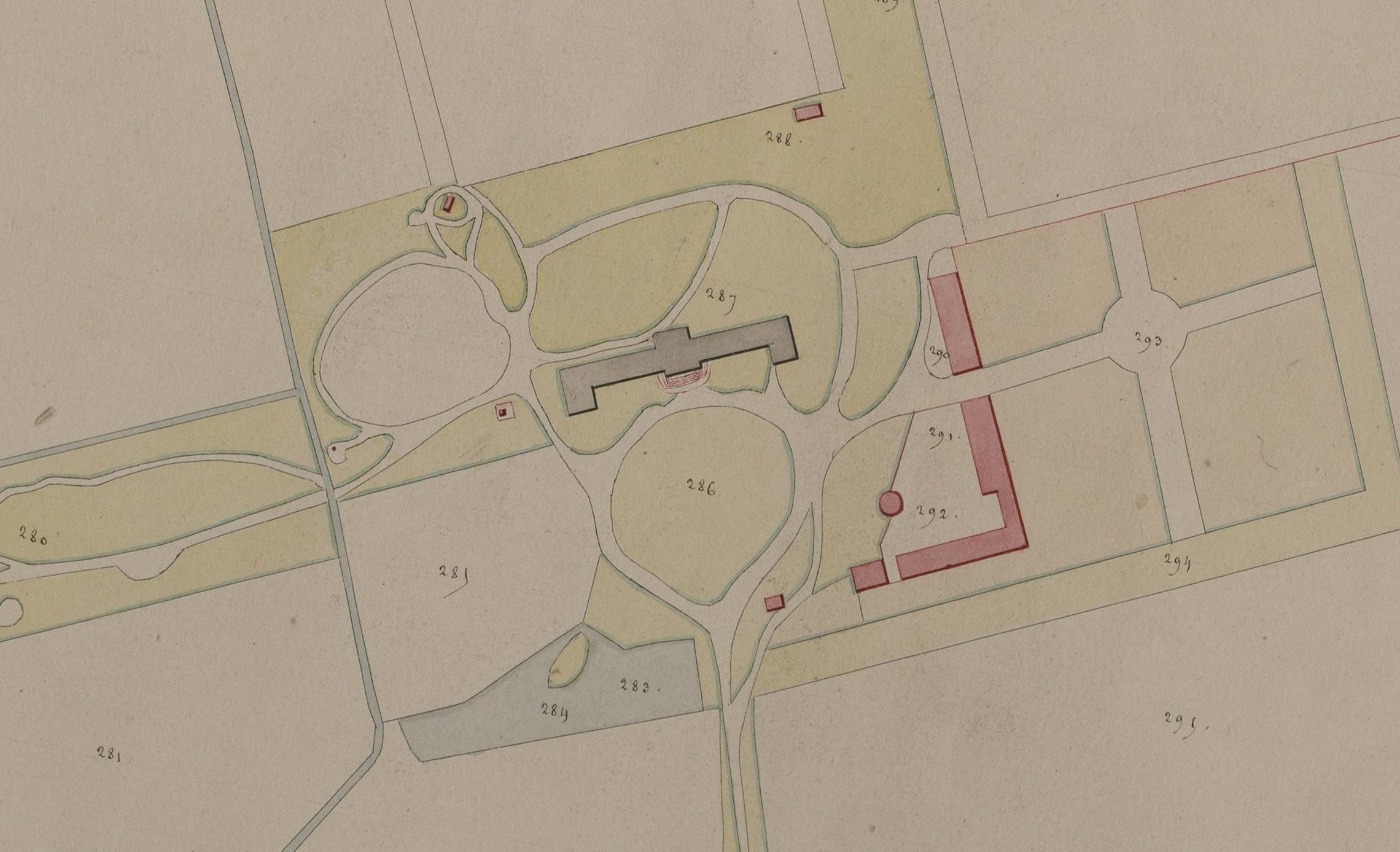
Survol de la chartreuse de Victor Louis en 1829 (cadastre).

Pourtant, en 1829, le cadastre fournit du lieu un séduisant aperçu.
Le manoir est cette fois détruit de fond en comble, comme pour redonner au lieu son apparence initiale, par les derniers acquéreurs identifiables connus. 
L'emprise domaniale (quoique amputée par la ligne ferroviaire posée à partir des années 1840), le ru du Hazey (adduction d'eau réalisée sous l'égide des chartreux), les éléments de mobiliers non vendus répartis dans les églises des environs, quelques œuvres muséales, un colombier, les bâtiments auxiliaires à vocation agricole et plusieurs centaines de mètres de murs d'enceinte sont les seuls vestiges qui puissent rappeler le souvenir de la Chartreuse.

## Le tombeau des Bourbon-Soissons
Le tombeau des Bourbon-Soissons (déplacé en 1718 dans l'une des chapelles, selon le témoignage de l'abbé Nicolas Bertin) est décrit par Millin. Il comprenait avant 1764 les cendres des personnalités suivantes :
- Charles Ier de Bourbon (1523-1590) ;
- Jean de Bourbon (1528-1557) ;
- Françoise d'Orléans (1549-1601) ;
- Jeanne de Coesme (ca 1560-1601) ;
- Charles II de Bourbon (1562-1594) ;
- Louis de Bourbon (1662-1669) ;
- Charles de Bourbon-Soissons (1566-1612) ;
- Anne de Montafié (1577-1644) ;
- Benjamin de Bourbon (1569-1573) ;
- Louise de Bourbon (1603-1637);
- Louis de Bourbon (1604-1641) ;
- Marie de Bourbon (1606-1692)
- Charlotte-Anne de Bourbon (1608-1623)
- Élisabeth de Bourbon (1610-1611)
- Eugène-Maurice de Savoie-Carignan (1635-1673)
- Louise-Christine de Savoie-Carignan (1627-1689)
- Anne-Marie-Françoise de Savoie-Carignan (1669-1671)

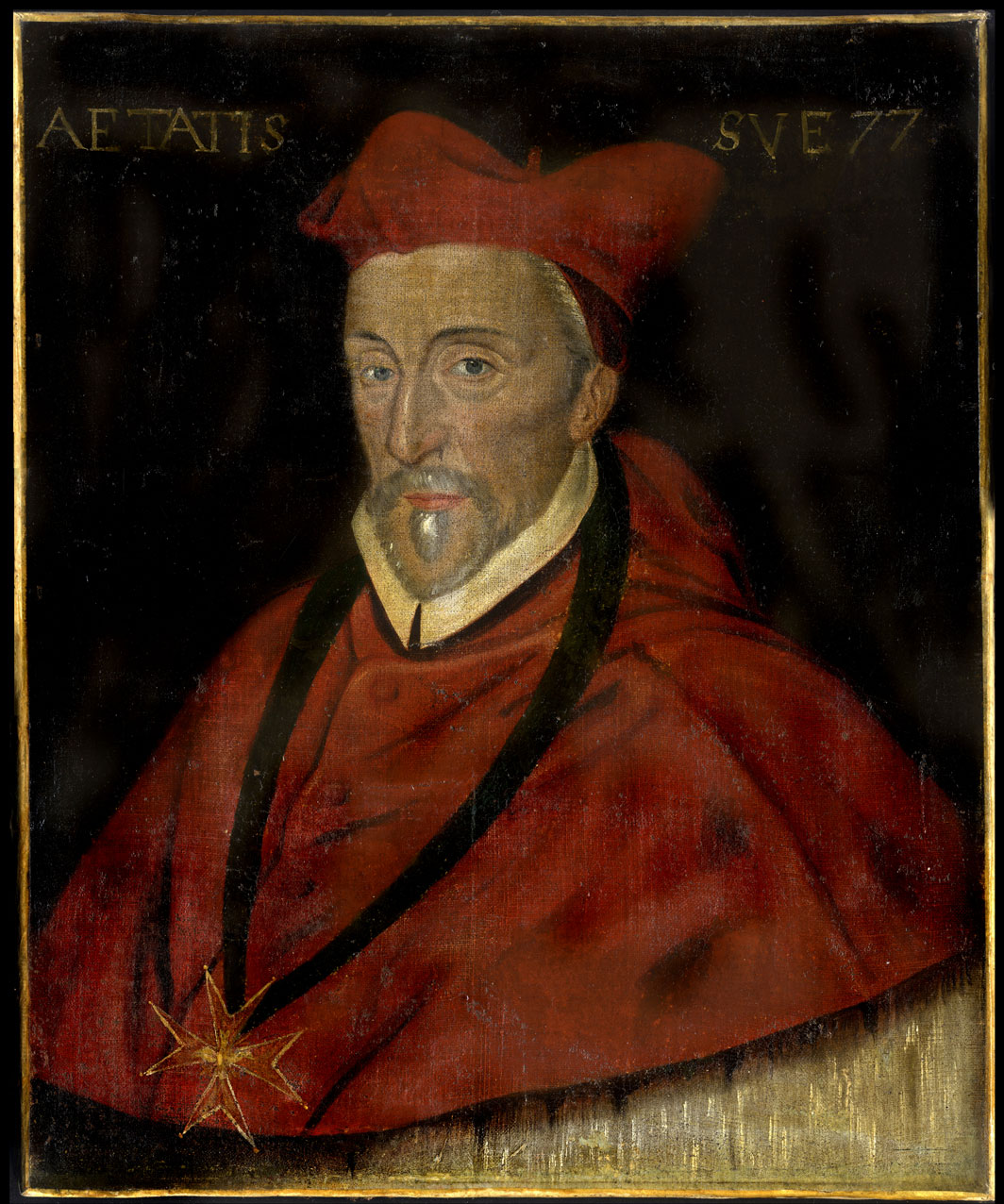
Charles Ier de Bourbon (1523-1590), archevêque de Rouen.
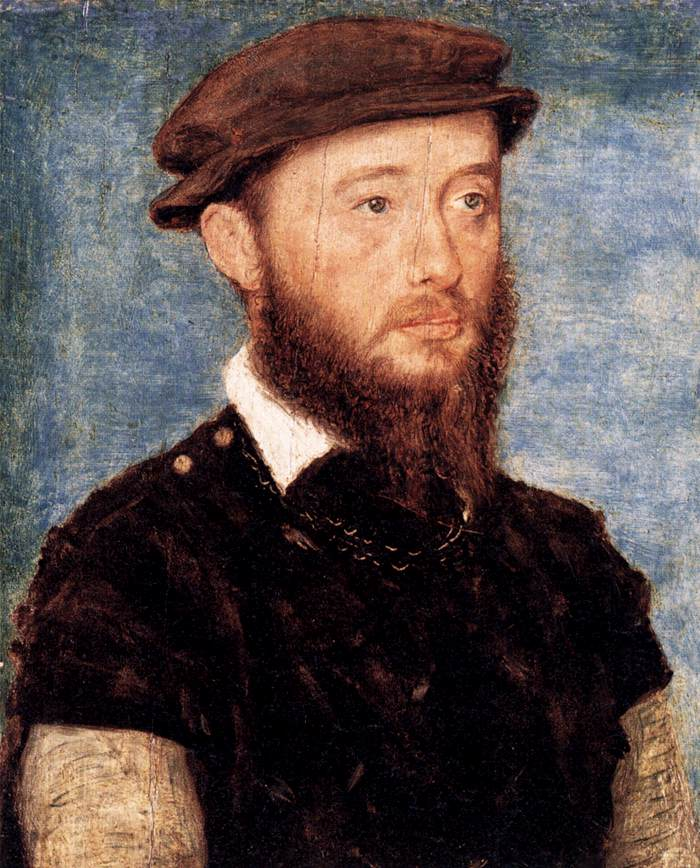
Jean de Bourbon (1528-1557).
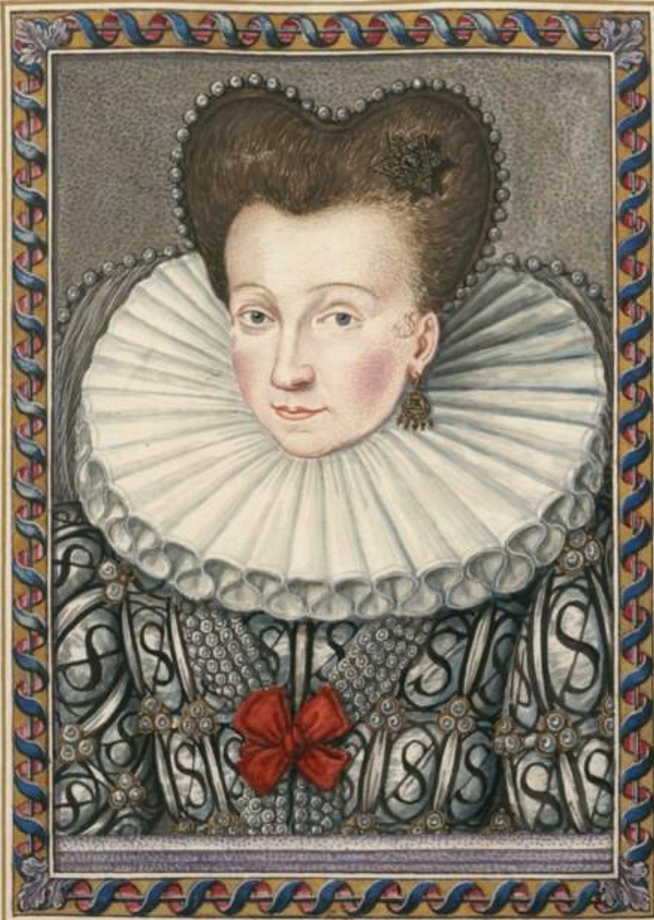
Françoise d'Orléans (1549-1601).
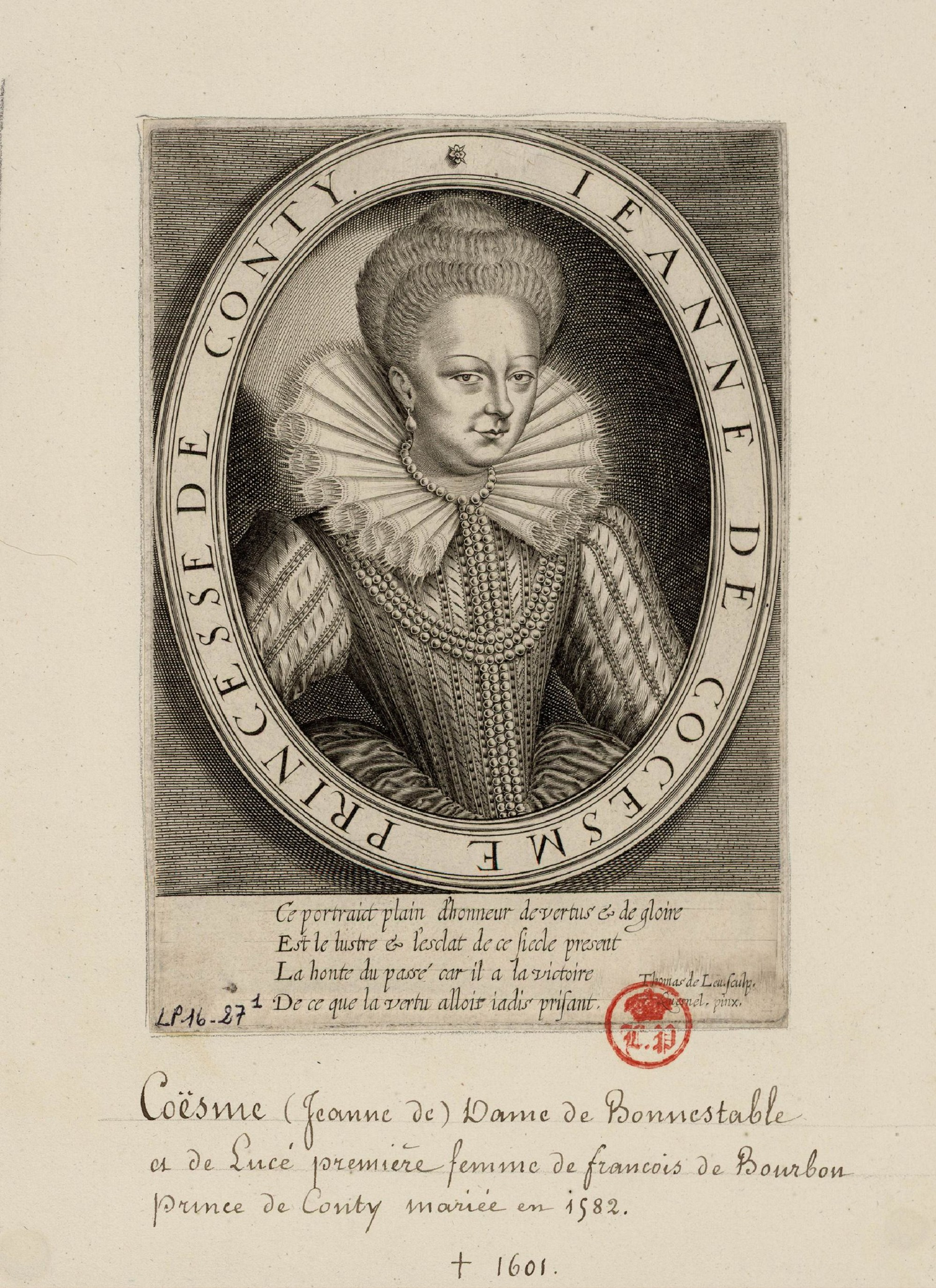
Jeanne de Coesme (ca 1560-1601).
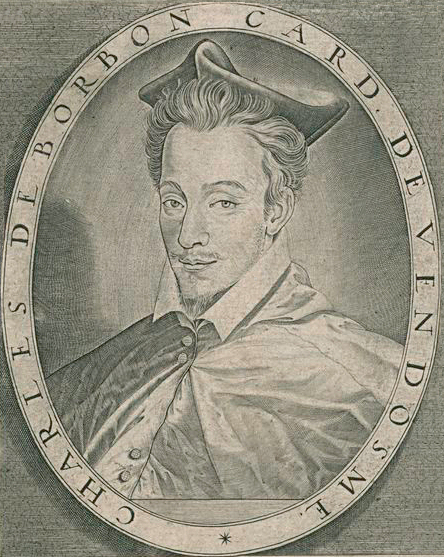
Charles II de Bourbon (1562-1594).
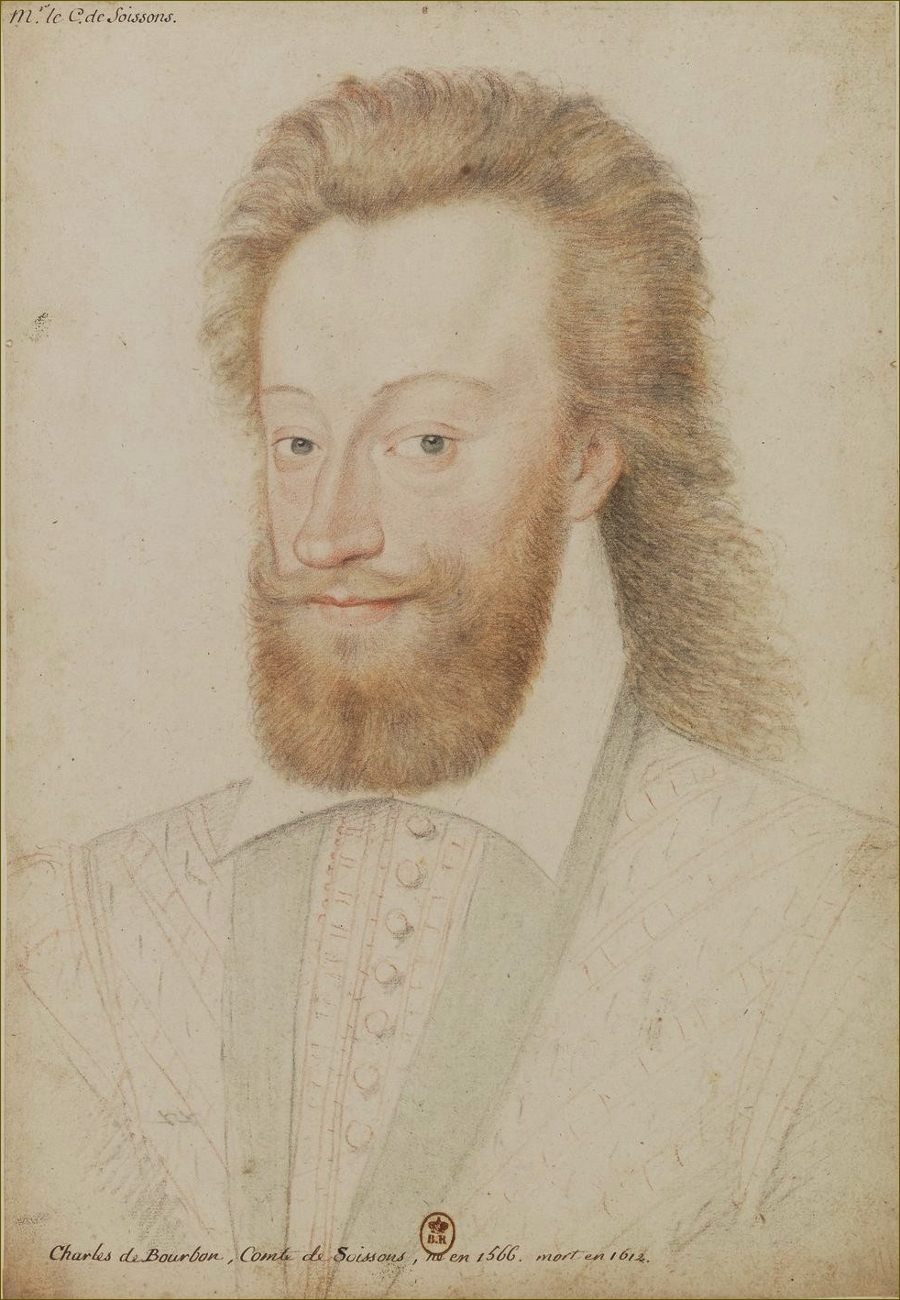
Charles de Bourbon-Soissons (1566-1612).
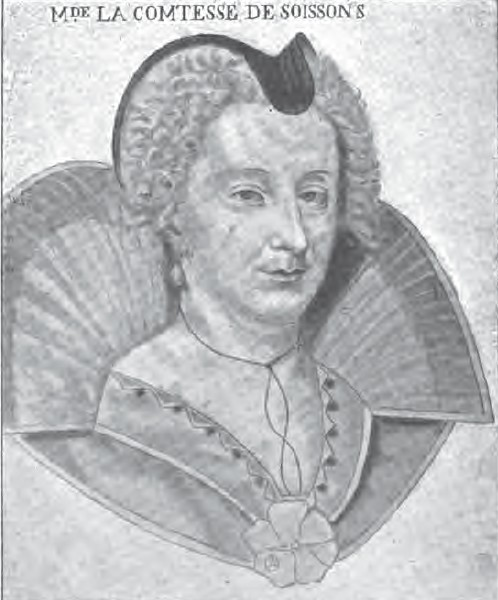
Anne de Montafié (1577-1644).
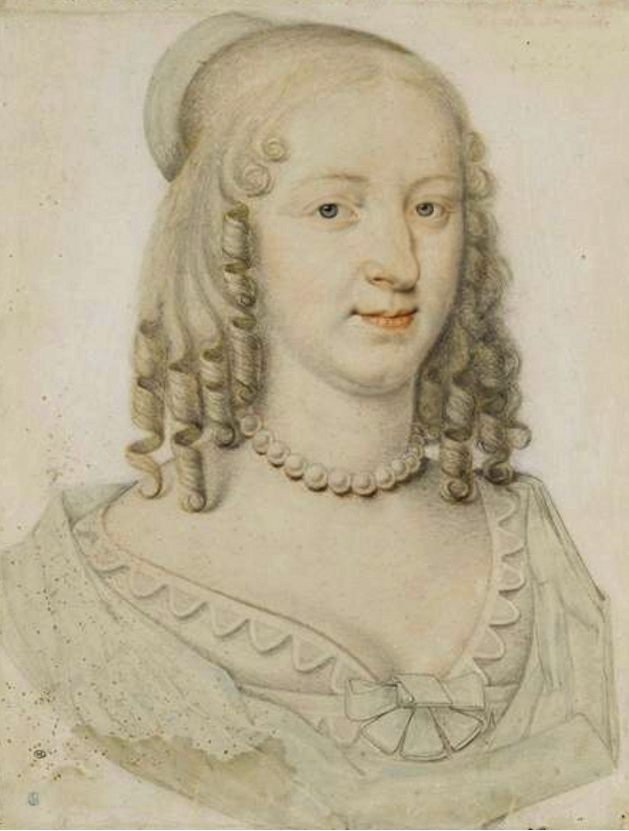
Louise de Bourbon (1603-1637).
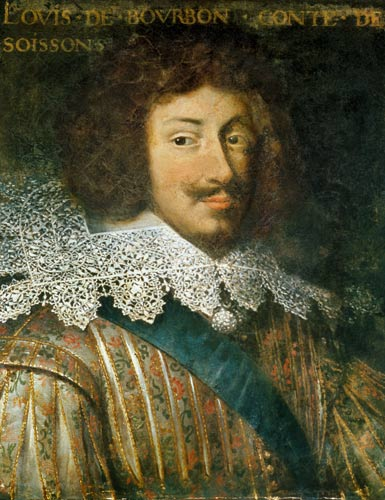
Louis de Bourbon (1604-1641).
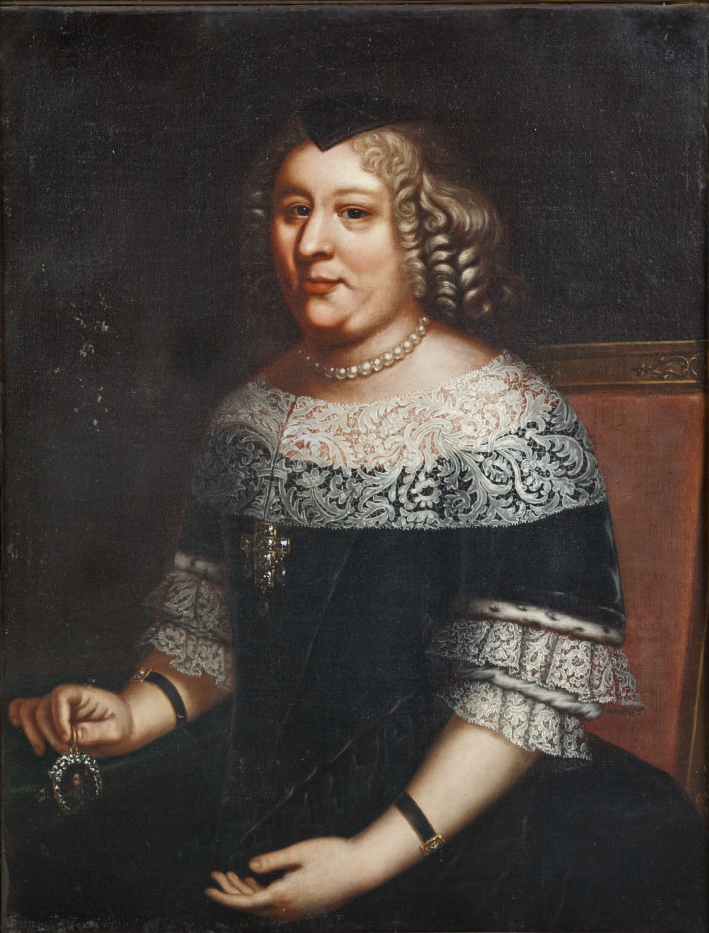
Marie de Bourbon (1606-1692).
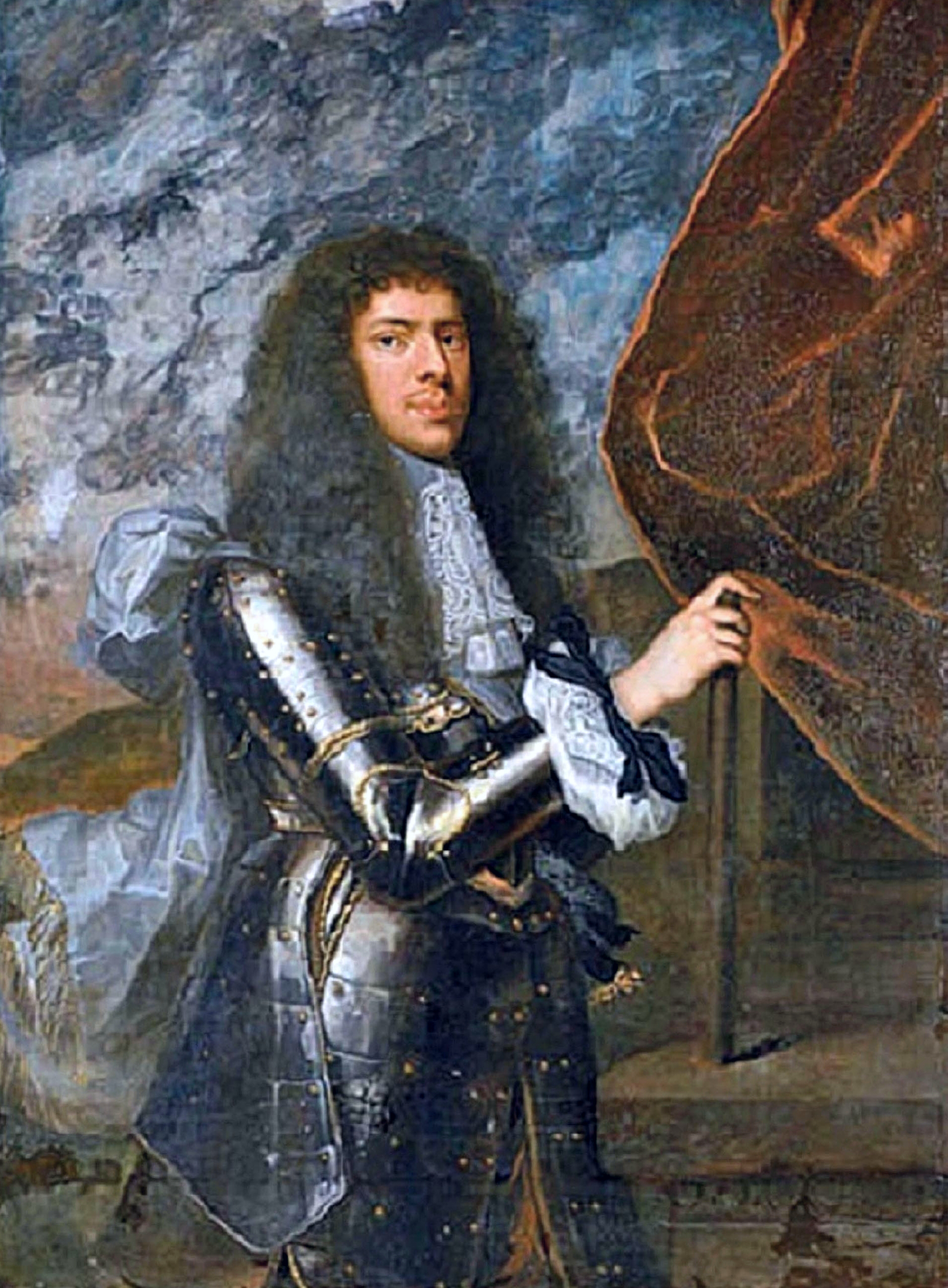
Eugène-Maurice de Savoie-Carignan (1635-1673).
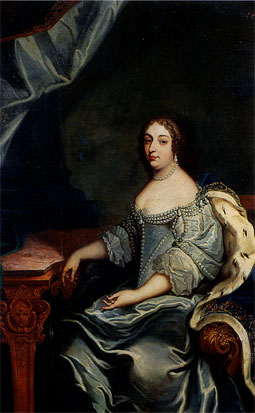
Louise-Christine de Savoie-Carignan (1627-1689).

## Mobilier sauvegardé

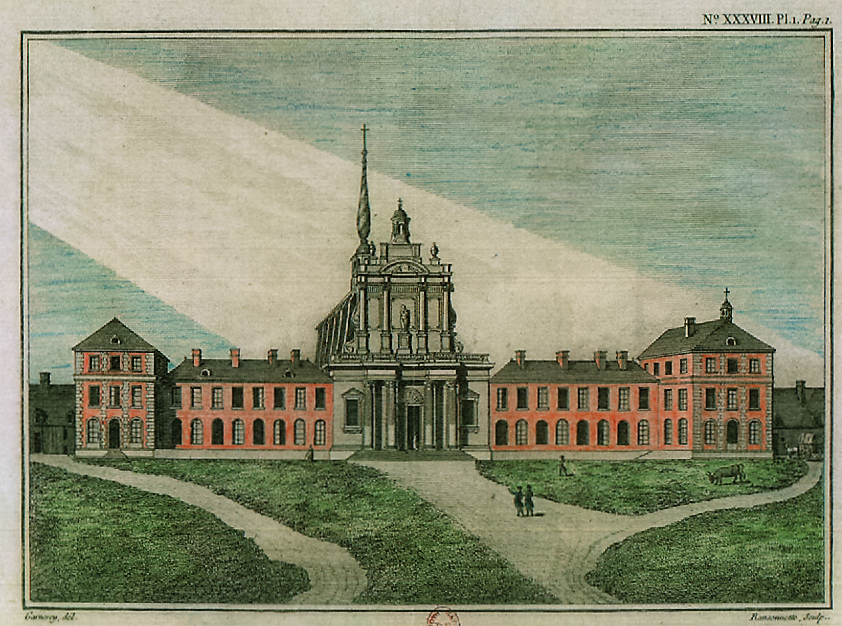
Chartreuse Notre-Dame-de-Bonne-Espérance vers 1780.

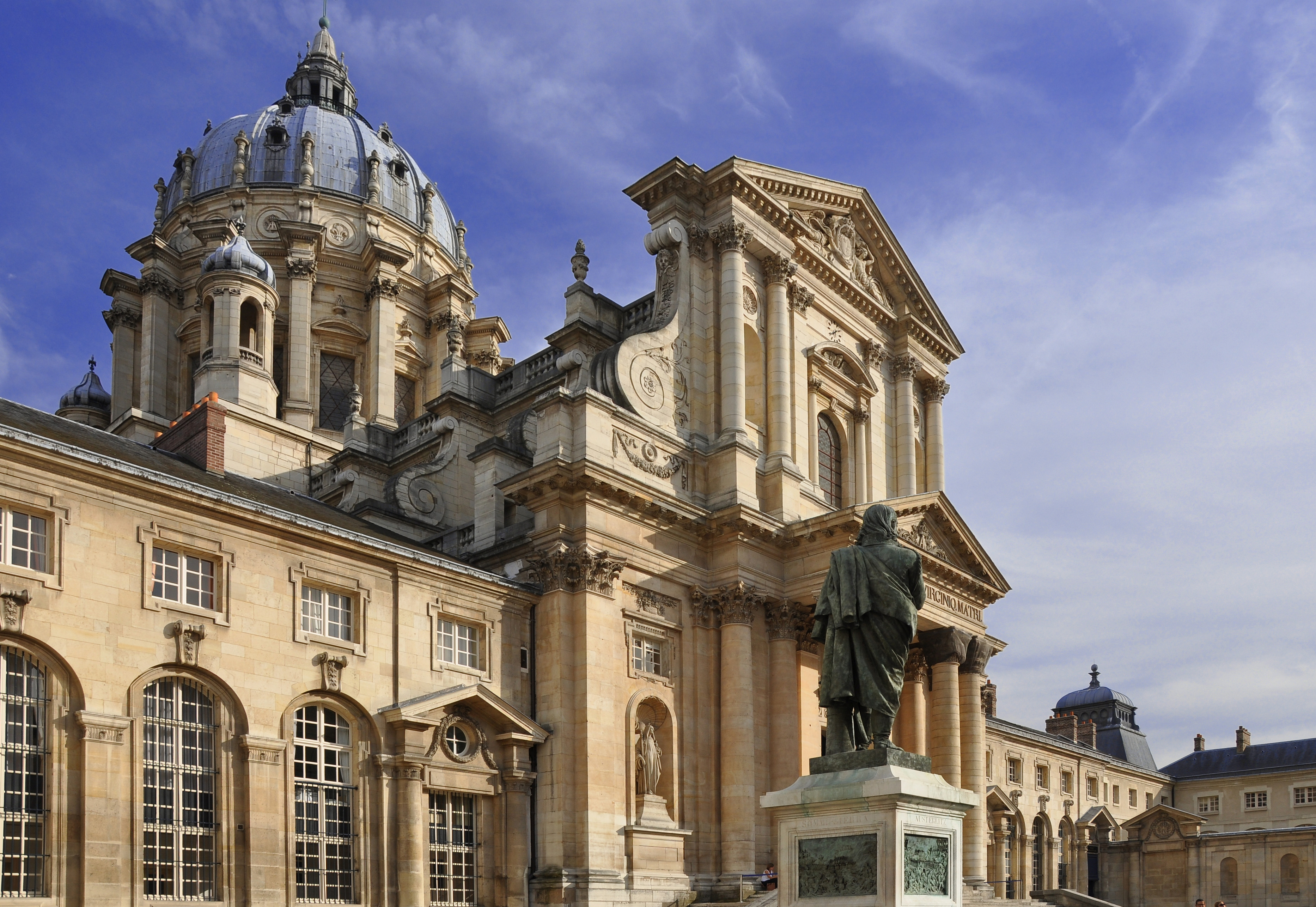
Hormis le dôme, des similitudes peuvent être admises entre l'entrée de l'église de la Chartreuse et celle du Val-de-Grâce.

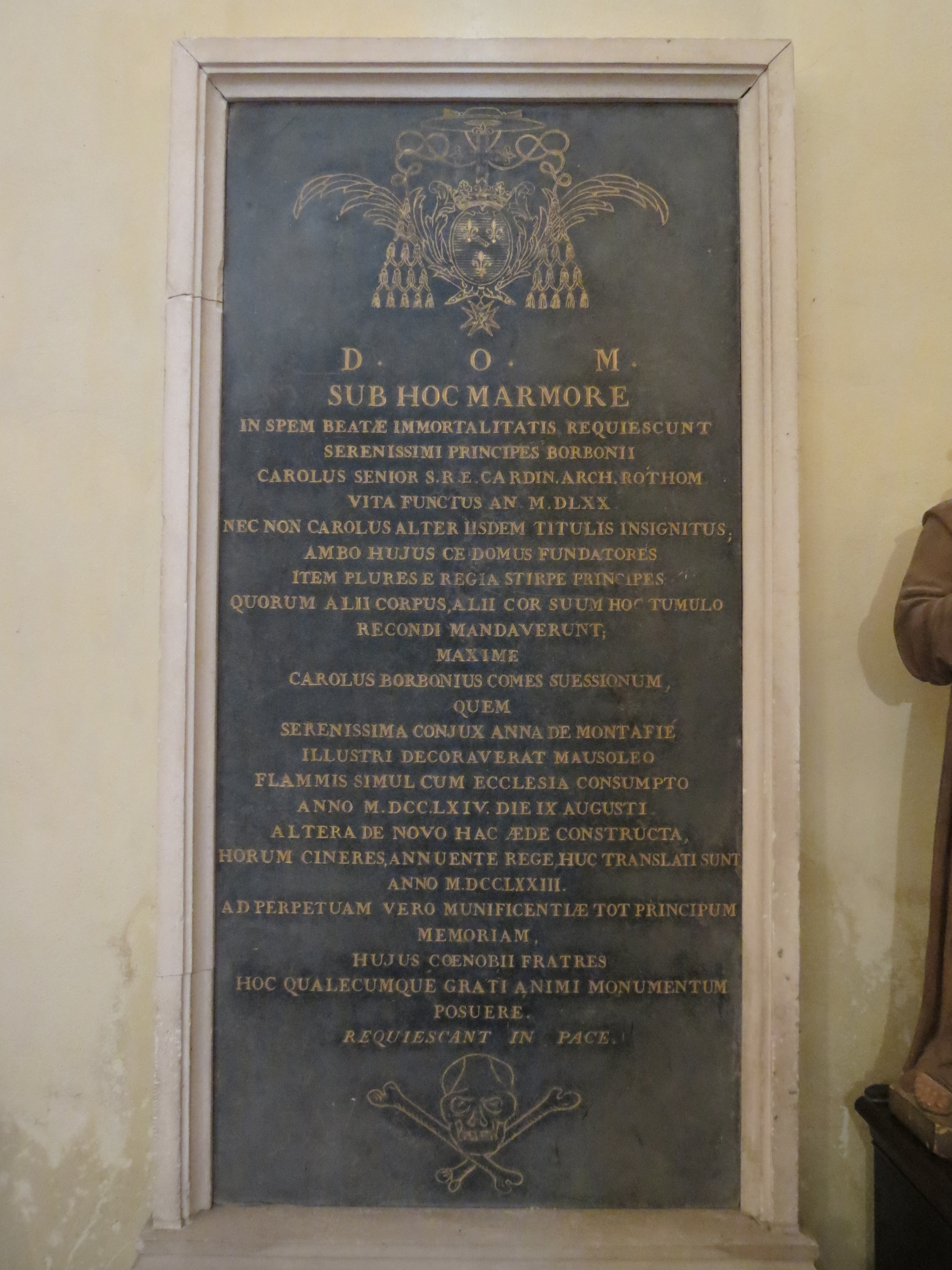
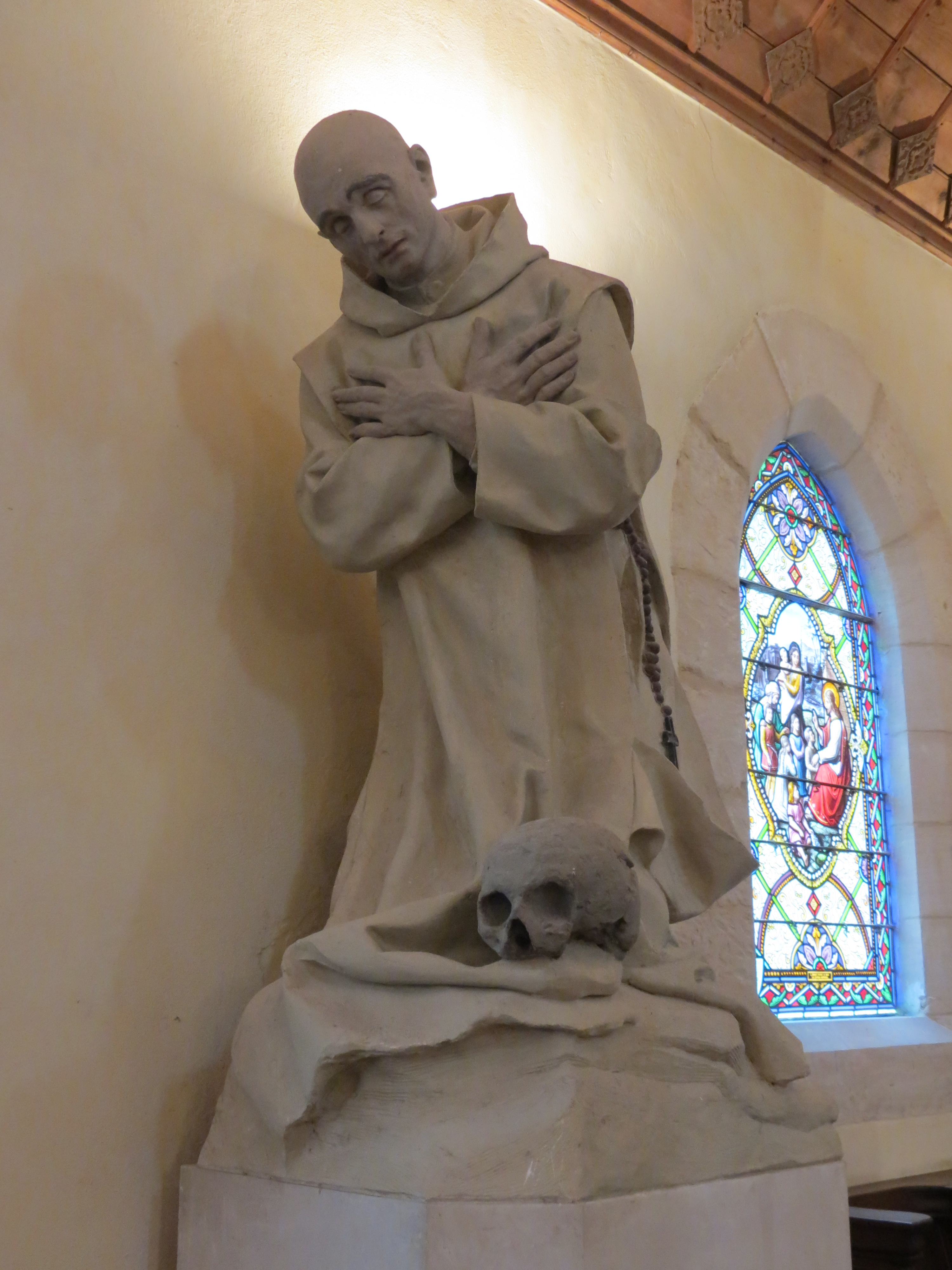
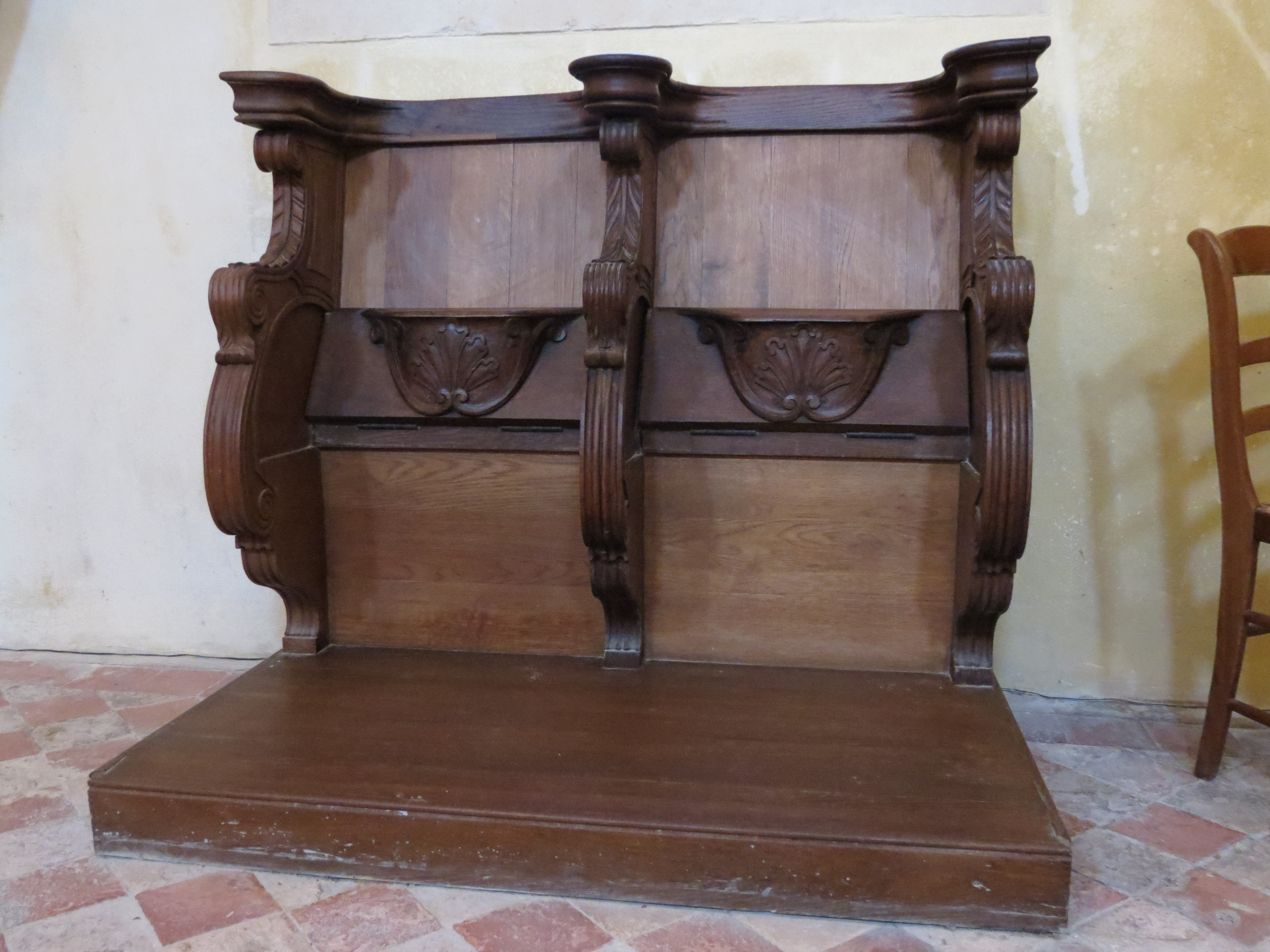

- La statuaire de la Mise au tombeau [8] est visible à la collégiale Notre-Dame des Andelys :

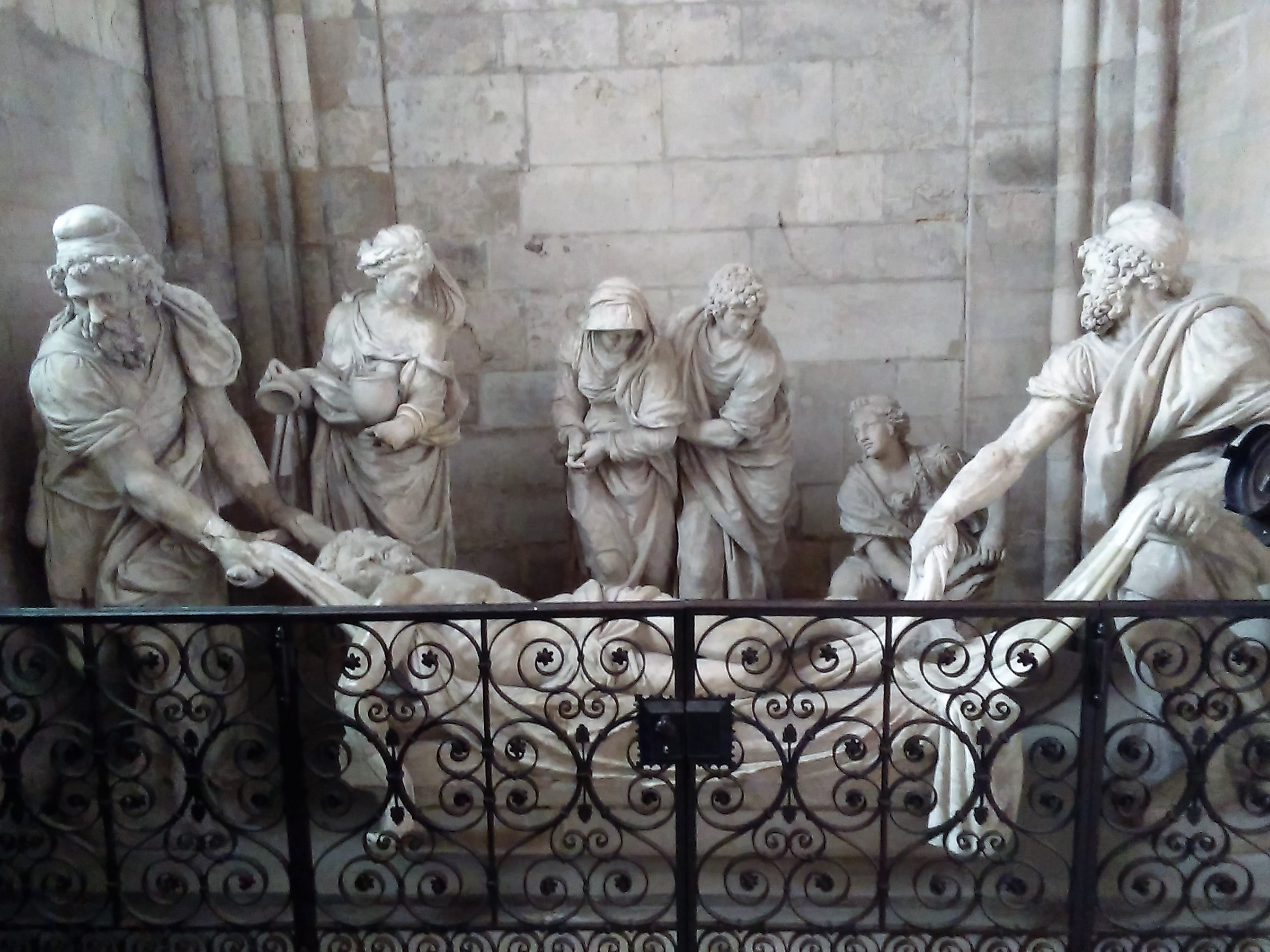
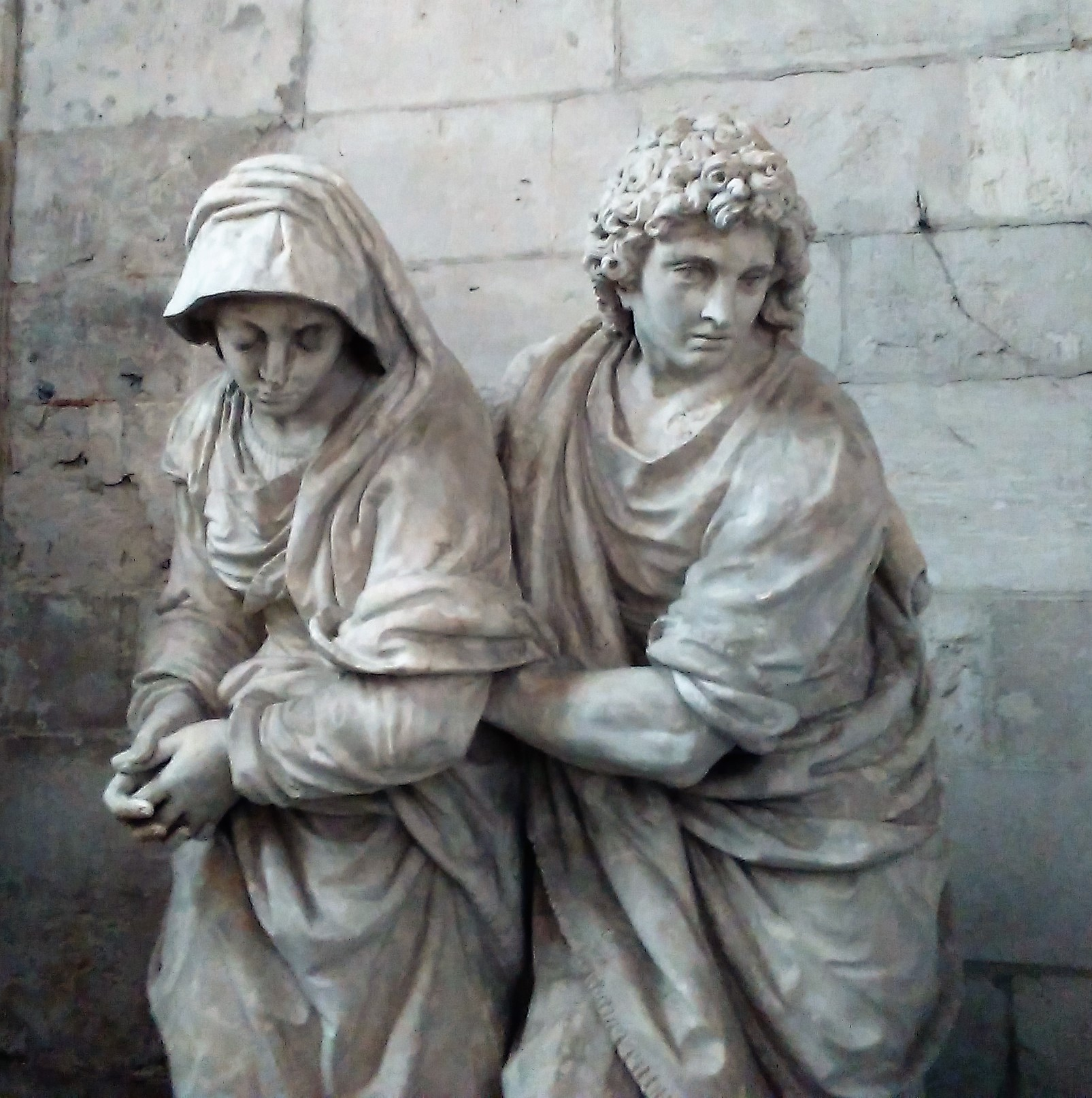
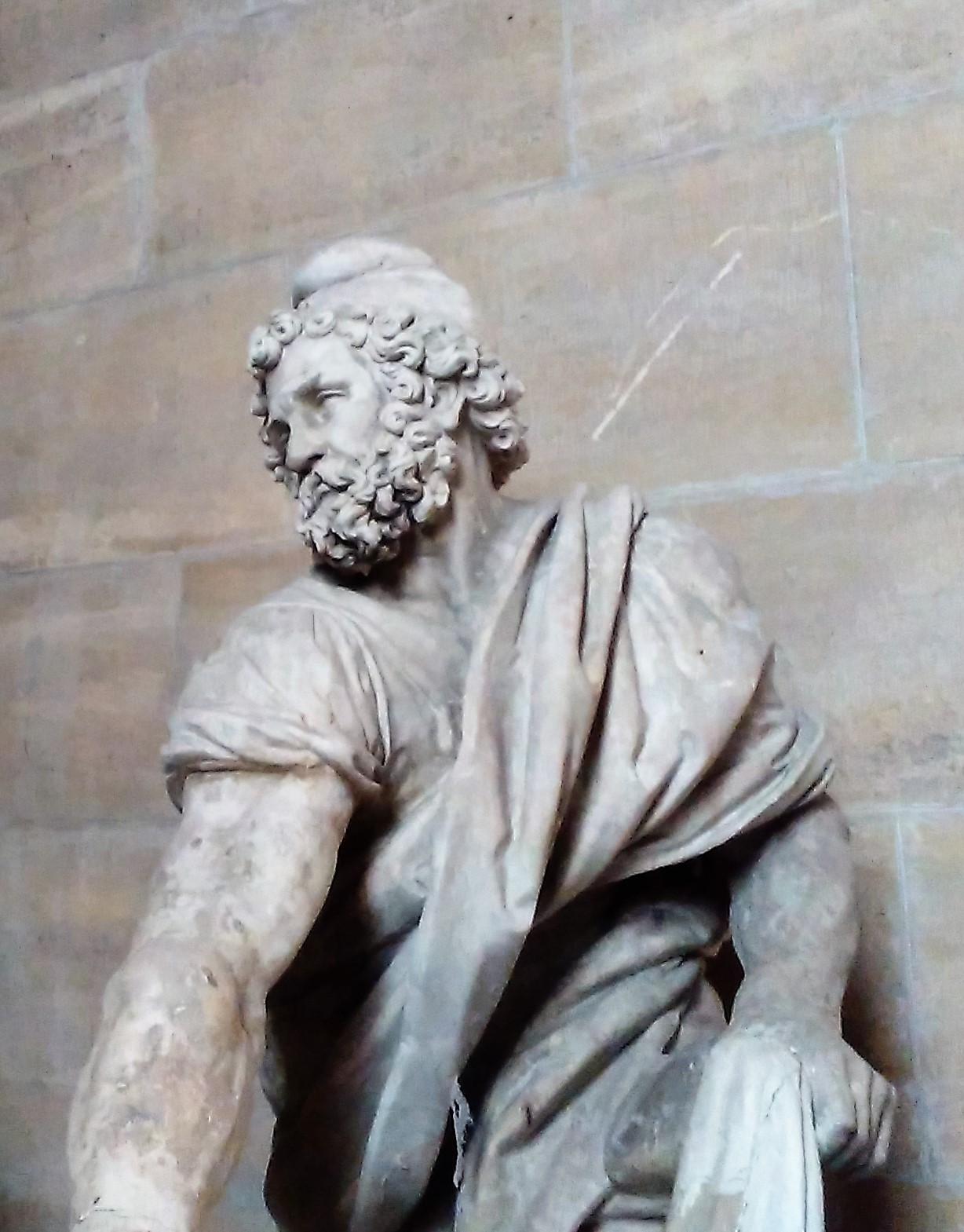
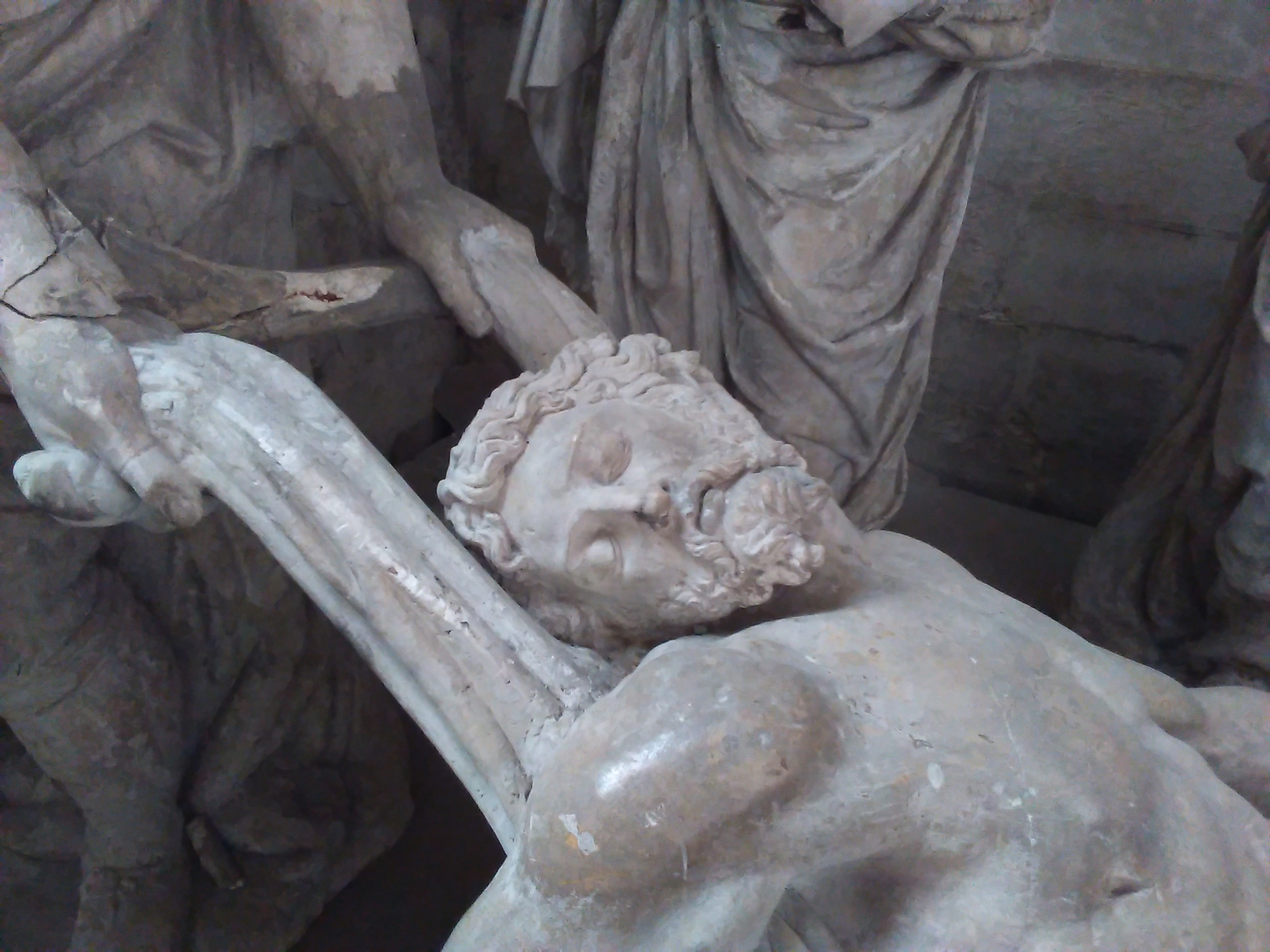
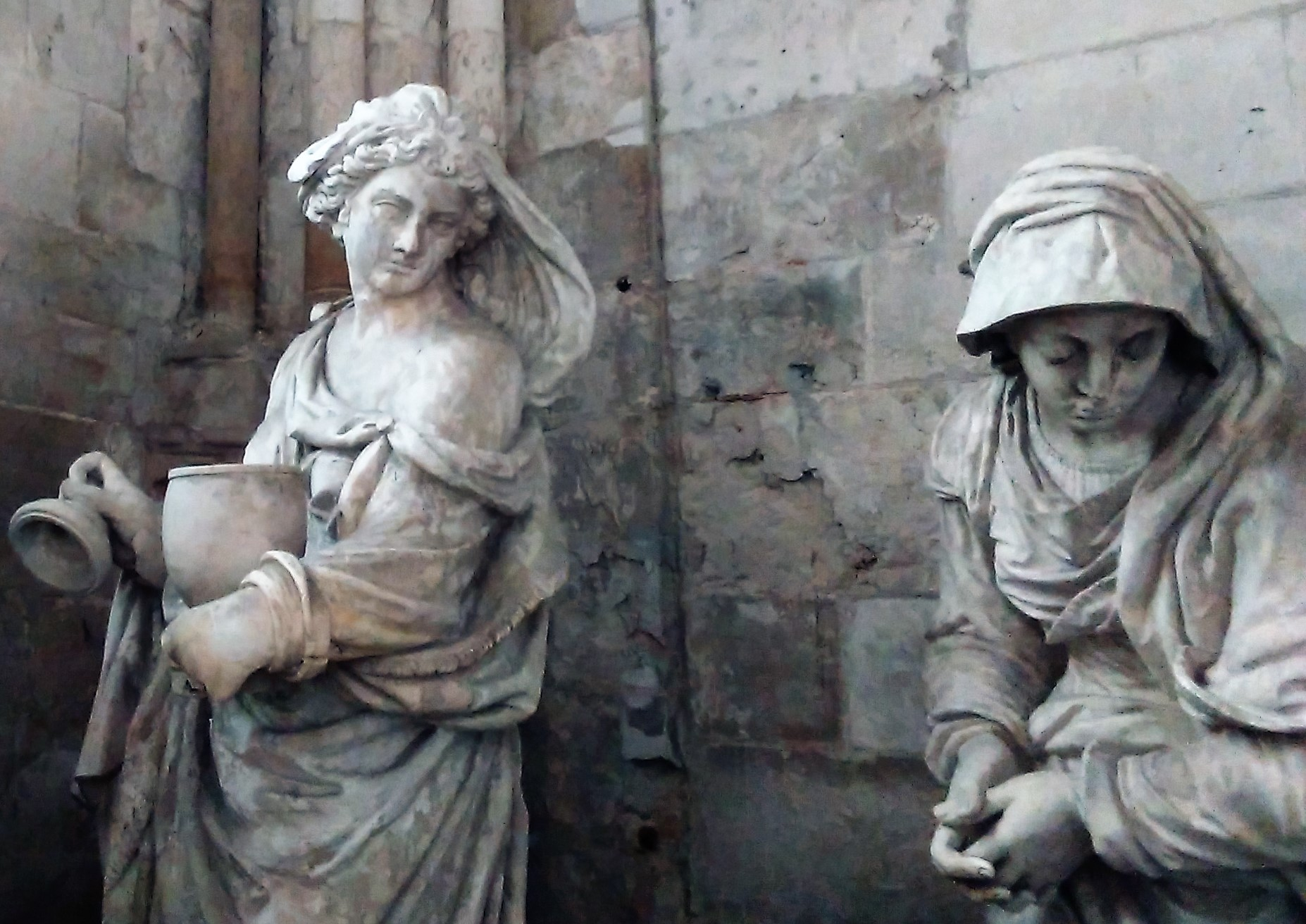
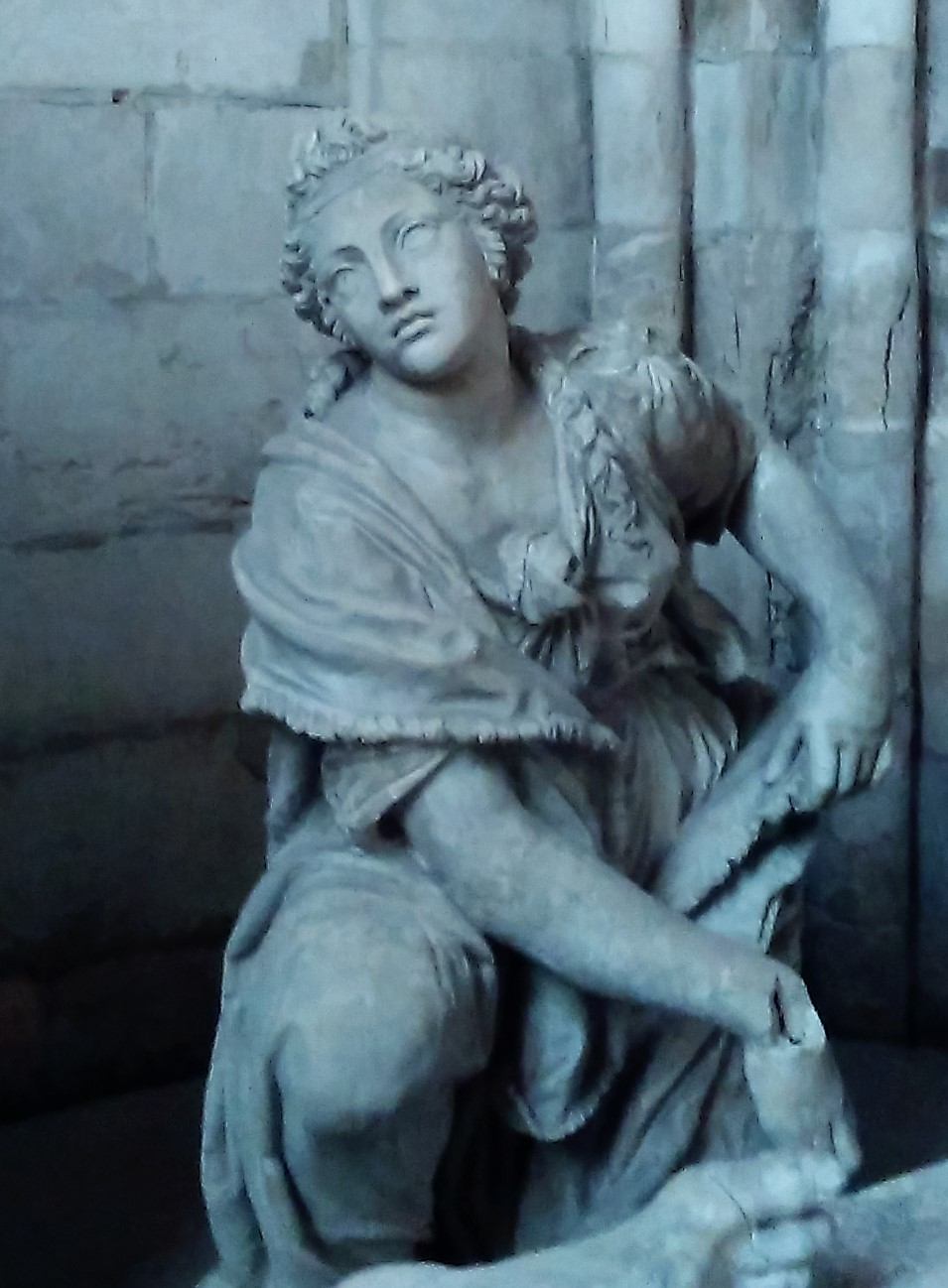

- La plaque de marbre noir[14] portant inscription des noms des membres de la famille des Bourbon-Soissons, fondateurs de la Chartreuse, transférée à l'église Saint-Georges d'Aubevoye.

- Saint Bruno[15], statue en stuc, par Étienne-Pierre-Adrien Gois ; elle est à l'origine polychrome, peinte par Pierre-Antoine Demachy.
- Onze stalles en bois sculpté qui ornaient le chœur de l'église se retrouvent à l'église de Saint-Aubin-sur-Gaillon.
- Maître-autel transporté à la collégiale Notre-Dame de Vernon.
- Grosse cloche à l'église de Saint-Julien-de-la-Liègue.